# Barnim VI
Barnim VI (ur. w okr. 1365–1372, zm. 22 lub 23 września 1405) – starszy syn Warcisława VI (Jednookiego), księcia wołogoskiego, rugijskiego i bardowskiego oraz Anny. 

## Lata panowania
Od śmierci Warcisława VI zarządzał księstwem wołogoskim. Jego polityka była m.in. skierowana przeciw swoim miastom, z którymi prowadził spory. Często posiłkował się pomocą zbrojną swojego kuzyna Eryka Pomorskiego króla Szwecji, Danii i Norwegii.
Według przekazu Tomasza Kantzowa w Pomeranii Barnim VI miał we wcześniejszych latach swego życia prowadzić działalność piracką.
Po porozumieniu między radą a mieszczanami, które kończyło konflikt, walczył przeciwko sojuszowi Związku Hanzeatyckiego z Małgorzatą I, królową Danii, Norwegii i Szwecji, którzy występowali przeciwko piractwu na Morzu Bałtyckim. Według nowożytnej literatury, Barnim nawet stanął na czele Braci Witalijskich. W 1398, w Lubece został zobligowany do udostępnienia swoich statków do przeciwdziałania piractwu. Podczas jednej z wypraw został przyłapany i odesłany do kraju, po czym więcej nie zajmował się rozbojami na morzu. 
W 1402 wystąpił zbrojnie w sile 2400 wojów przeciw Lubece. Zanim doszło do ostatecznej bitwy rabował i plądrował dobra mieszczan i chłopów. Książę Barnim przegrał w starciu z lubeckimi obrońcami i odniósł ciężkie rany. Według nowożytnej tradycji, w bitwie poległo wielu rycerzy, pozostali natomiast ratowali się ucieczką.

## Rodzina
Barnim VI był żonaty z Weroniką, prawdopodobnie córką Fryderyka V, burgrabiego norymberskiego i Elżbiety. Ze związku małżeńskiego pochodziło dwoje lub troje dzieci:
- Warcisław IX (ur. 1395? lub w okr. 1395–1400, zm. 17 kwietnia 1457) – książę wołogoski i zjednoczonego księstwa (ziemie: wołogoska, bardowska i rugijska),
- Barnim VII (Starszy) Psiarz (ur. 1403, zm. w okr. 24 sierpnia 1449–29 sierpnia 1450) – książę wołogoski,
- Elżbieta? (ur. najp. 1405, zm. 1473) – ksieni w Krumminie oraz Bergen[5].

### Genealogia
| Barnim IV Dobry ur. w okr. 1319–1320 zm. 22 VIII 1365 | Barnim IV Dobry ur. w okr. 1319–1320 zm. 22 VIII 1365 |                                                 |                                                 | Zofia ur. w okr. 1324–1325 zm. zap. 5 IX 1364 | Zofia ur. w okr. 1324–1325 zm. zap. 5 IX 1364 |  |  | Jan I ur. ? zm. ? | Jan I ur. ? zm. ? |                                          |                                          | Anna holsztyńska ur. ? zm. ? | Anna holsztyńska ur. ? zm. ? |
|                                                       |                                                       |                                                 |                                                 |                                               |                                               |  |  |                   |                   |                                          |                                          |                              |                              |
|                                                       |                                                       |                                                 |                                                 |                                               |                                               |  |  |                   |                   |                                          |                                          |                              |                              |
|                                                       |                                                       | Warcisław VI (Jednooki) ur. 1346 zm. 13 VI 1394 | Warcisław VI (Jednooki) ur. 1346 zm. 13 VI 1394 |                                               |                                               |  |  |                   |                   | Anna ur. najwcz. 1347 zm. po 14 III 1399 | Anna ur. najwcz. 1347 zm. po 14 III 1399 |                              |                              |
|                                                       |                                                       |                                                 |                                                 |                                               |                                               |  |  |                   |                   |                                          |                                          |                              |                              |
|                                                       |                                                       |                                                 |                                                 |                                               |                                               |  |  |                   |                   |                                          |                                          |                              |                              |
|                                                       |                                                       |                                                 |                                                 |                                               |                                               |  |  |                   |                   |                                          |                                          |                              |                              |

|                                   |                                   | Weronika ur. w okr. 1367–1374? zm. 1405 lub przed 22 IX 1408 OO w okr. 1394–1396 | Weronika ur. w okr. 1367–1374? zm. 1405 lub przed 22 IX 1408 OO w okr. 1394–1396 | Barnim VI (ur. w okr. 1365–1372 zm. 22 lub 23 IX 1405)     | Barnim VI (ur. w okr. 1365–1372 zm. 22 lub 23 IX 1405)     |  |  |  |  |
|                                   |                                   |                                                                                  |                                                                                  |                                                            |                                                            |  |  |  |  |
|                                   |                                   |                                                                                  |                                                                                  |                                                            |                                                            |  |  |  |  |
|                                   |                                   |                                                                                  |                                                                                  |                                                            |                                                            |  |  |  |  |
| Elżbieta? ur. najp. 1405 zm. 1473 | Elżbieta? ur. najp. 1405 zm. 1473 | Barnim VII (Starszy) Psiarz ur. 1403 zm. w okr. 24 VIII 1449–29 VIII 1450        | Barnim VII (Starszy) Psiarz ur. 1403 zm. w okr. 24 VIII 1449–29 VIII 1450        | Warcisław IX ur. 1395? lub w okr. 1395–1400 zm. 17 IV 1457 | Warcisław IX ur. 1395? lub w okr. 1395–1400 zm. 17 IV 1457 |  |  |  |  |

## Śmierć
Jego inskrypcja nagrobna informuje, że otrzymał staranne wykształcenie na uniwersytecie. Zmarł, w swoim dębogórskim dworze podczas epidemii dżumy (1405). Został pochowany na własne życzenie, w kościele parafialnym we wsi Kenz koło Barth. Do dzisiaj zachował się pełnopostaciowy drewniany nagrobek księcia.
W kościele parafialnym w Kenz, w którym został pochowany Barnim VI, znajduje się również naturalnej wielkości drewniana leżąca statua księcia, będąca najdawniejszym męskim przedstawieniem przedstawiciela dynastii Gryfitów istniejącym do przełomu XX i XXI wieku. Jest ona częścią powstałego ok. 1405, a poddanego renowacji ok. 1600, książęcego sarkofagu w formie gotyckiego relikwiarza. W tym samym kościele potomek księcia, Filip, przyszły książę szczeciński, ufundował Barnimowi VI epitafium z popiersiem, którego rysy twarzy odpowiadają tym z sarkofagu. Istnieje również powstały w pierwszej tercji XVII wieku (datowany ok. 1635) portret Barnima VI, mający zgodnie z podpisem (którego adekwatność jest kwestionowana) tego księcia wyobrażać.

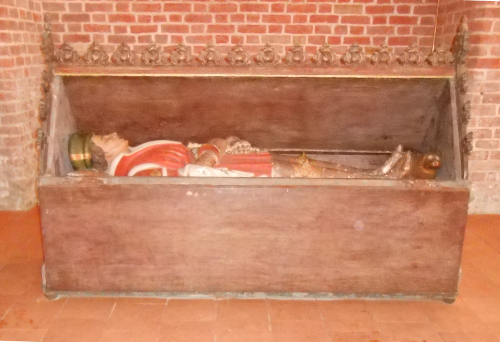
Nagrobek Barnima VI w kościele mariackim w Kenz-Küstrow

### Opracowania
- Kazimierz Kozłowski, Jerzy Podralski, Gryfici. Książęta Pomorza Zachodniego, Szczecin: Krajowa Agencja Wydawnicza, 1985, ISBN 83-03-00530-8, OCLC 189424372. Brak numerów stron w książce
- Edward Rymar, Rodowód książąt pomorskich, Szczecin: Książnica Pomorska im. Stanisława Staszica, 2005, ISBN 83-87879-50-9, OCLC 69296056. Brak numerów stron w książce
- Hellmut Hannes, Bildnisse der pommerschen Herzöge, [w:] Die Herzöge von Pommern. Zeugnisse der Herrschaft des Greifenhauses, red. Norbert Buske, Joachim Krüger, Ralf-Gunnar Werlich, Wien–Köln–Weimar 2012 (Veröffentlichungen der Historischen Kommission für Pommern. Reihe V: Forschungen zur pommerschen Geschichte 45), s. 11-28.
- Roderich Schmidt, Bildnisse pommerscher Herzöge des 15. bis 17. Jahrhundert, [w:] Roderich Schmidt, Das historische Pommern. Personen — Orte — Ereignisse, Wien–Köln–Weimar 2009 (Veröffentlichungen der Historischen Kommission für Pommern. Reihe V: Forschungen zur pommerschen Geschichte 41), s. 179-225.

### Opracowania online
- Häckermann A., Barnim VI. (niem.), [w:] NDB, ADB Deutsche Biographie (niem.), [dostęp 2012-02-18].

### Literatura dodatkowa (online)
- Madsen U., Barnim VI. Herzog von Pommern-Wolgast und Barth (niem.), [dostęp 2012-02-18].